# صندوق صدقات

یک صندوق صدقات در کنار پیاده‌روی یک خیابان در شهر تهران.

صندوق صدقات (به انگلیسی: Charity box)، صندوقی است معمولاً فلزی که برای گردآوری صدقات مردم، در مکان‌هایی خاص در شهرها نصب می‌شود. تنها بخش کوچکی از آن برای انداختن پول، باز می‌باشد. صندوق‌های صدقات به شکل دوره‌ای تخلیه می‌شوند و پول آن‌ها برای خیریه صرف می‌شود. در حالت عادی امکان گشودن آن برای مردم ممکن نمی‌باشد و تنها مأموران مسئول تخلیه می‌توانند آن را بگشایند.
با پیشرفت فناوری امکان پرداخت صدقات مردم از طریق خودپردازهای بانکی میسر شده‌است، که مشکلات صندوق‌های صدقات را در پی نخواهد داشت.
در برخی کشورها هم «کارت‌های صدقه» (به انگلیسی: Charity cards) وجود دارد که با هر بار استفاده از آن‌ها، بانک مربوط مقداری از پول را به موسسات خیریه پرداخت می‌کند.

## پیشینه
یهودیان در عبادتگاه خود صندوقی قرار داده بودند تا صدقات مردم را در آنجا جمع کرده، و آن را برای تربیت فرزندان فقرایی که از خانواده‌های محترم و شریف بودند، خرج کنند.

## در کشورهای گوناگون

### ایران
در ایران حدود ۷ میلیون صندوق صدقات از سوی کمیته امداد امام خمینی در سراسر کشور نصب شده و سالانه ۱۵۰ میلیارد تومان پول به این صندوق‌ها پرداخت می‌شود.

## جُستارهای وابسته
- قلک